# Mudeungbyeong
Mudeungbyeong, również Mudŭngbyŏng (dosłownie: "żołnierz bez stopnia") – potoczny termin używany w armii Korei Południowej na określenie szeregowców, którzy rozpoczęli służbę wojskową i nie mają żadnego doświadczenia.
Oficjalna nazwa poborowego w armii Republiki Korei to jangjeong (kor. 장정). Tak nazywa się rekrutów, którzy nie otrzymali jeszcze żadnego stopnia wojskowego. Nie mają oni żadnych odznaczeń na mundurze. Podobny termin hullyeonpyeong (kor. 훈련병) odnosi się do przyjętych do służby żołnierzy, czekających w obozie dla rekrutów na przydział do jednostki.
Armia Korei Północnej nie posiada odpowiednika terminu mudeungbyeong.